# So ein Mädel

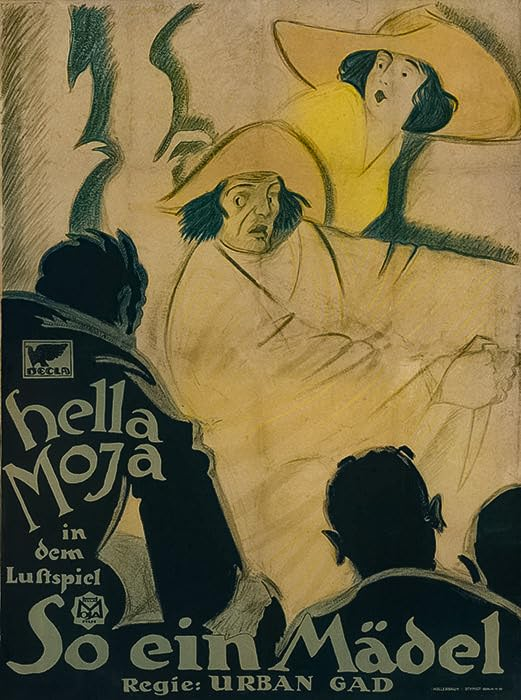
Affiche du film.

So ein Mädel est un film allemand réalisé par Urban Gad, sorti en 1920.

## Synopsis
Une femme sauve de la ruine deux hommes en utilisant ses talents

## Fiche technique
- Réalisation : Urban Gad
- Scénario : Urban Gad
- Production : Hella Moja-Film
- Durée : 1990 m[2]
- Date de sortie : 1920

## Distribution
- Hella Moja
- Harry Liedtke
- Ferry Sikla
- Hermann Picha
- Ada Sorel
- Erner Huebsch
- Frida Richard
- Adolf Suchanek
- Georgine Sobjeska
- Karl Harbacher
- Max Maximilian
- Eva Sorel